# Grande doméstico
Grande doméstico (em grego: μέγας δομέστικος; romaniz.: megas domestikos) foi um ofício e título militar bizantino dado nos séculos XI-XV ao comandante-em-chefe do exército bizantino, estando ele diretamente abaixo do imperador bizantino. Embora seja citado pela primeira vez já pelo século IX, na condição duma variante do título de doméstico das escolas, somente pelo século XI tornou-se um ofício separado, chegando nos período subsequentes a suplantar o doméstico das escolas.
Durante toda sua existência foi considerado um alto posto na hierarquia imperial, sendo classificado muitas vezes logo abaixo dos títulos imperiais, tendo, entretanto, variado em alguns períodos de acordo com o desejo dos imperadores. Embora por natureza fosse destinado a um único titular, pelo século XII foi concedido simultaneamente a dois oficiais, enquanto que pelo século XIV há indícios que tenham sido conferido a vários indivíduos, num sistema colegiado. Após a Quarta Cruzada, no Império Latino e nos estados latinos dos Bálcãs, o título de grande doméstico foi empregado como um equivalente grego do título ocidental de [grande] senescal.

## História e evolução
A origem exata do título de grande doméstico é pouco clara: é mencionado pela primeira vez no século IX, e mais provavelmente deriva do ofício mais antigo de doméstico das escolas, com o epíteto de "grande" (megas) sendo adicionado para conotar a autoridade suprema de seu titular, seguindo a prática contemporânea evidente em outros ofícios. Ambos os títulos parecem ter coexistido por um tempo, com o grande doméstico sendo uma variante mais exaltada dos "simples" domésticos do Oriente e Ocidente, até o final do século XI, quando tornou-se um ofício separado e substituiu os domésticos "simples" como comandante-em-chefe. No entanto, o ofício foi ainda às vezes referido como o "grande doméstico das escolas" ou "do exército", criando alguma confusão a respeito de sua exata identidade. Durante a maior parte de sua existência, o ofício de grande doméstico foi por sua natureza confinado a um único titular. Contudo, a presente dos "grandes domésticos do Oriente/Ocidente" no final do século XII pode identificar o ressurgimento da prática bem-estabelecida de dividir comando supremo do exército, tal como com o doméstico das escolas, entre Oriente (Ásia Menor e Ocidente (Bálcãs), enquanto no final do século XIV várias pessoas parecem ter mantido o ofício ao mesmo tempo, talvez de forma colegiada.
Após a Quarta Cruzada, parece que no Império Latino e nos demais estados latinos formados em solo bizantino, o título de grande doméstico foi usado como um equivalente grego para o título ocidental de [grande] senescal (em latim: [magnus] senescallus). No período Paleólogo, o grande doméstico foi o inconteste comandante-em-chefe do exército, exceto no caso do imperador realizar a campanha, quando ele funcionou como uma espécie de chefe do estado maior. Apesar de sua natureza puramente militar, foi também outorgado para generais e altos cortesãos na forma de uma dignidade honorífica, como nos casos de Jorge Muzalon ou Guilherme II de Vilearduin.
O ofício variou em importância na hierarquia cortesã. Sob os imperadores Comnenos, veio imediatamente após os títulos imperiais de césar, sebastocrator e déspota. No século XIII, ascendeu e caiu de acordo com o desejo dos imperadores de honrar seu titular, mas esteve geralmente no sétimo lugar, abaixo do protovestiário e o grande estratopedarca. Não foi até a concessão do título para João Cantacuzeno que o ofício firmemente estabeleceu-se mais uma vez como o mais alto título não-imperial, no quarto lugar da hierarquia palaciana. Sempre, contudo, foi considerado como uma das posições mais importantes e prestigiosas, e foi mantido tanto por membros da dinastia reinante ou por parentes próximos do pequeno círculo de famílias conectadas ao clã imperial. Como todos os ofícios bizantinos, não foi hereditário nem transferível, e sua outorga foi de competência do imperador reinante. O ofício também incluía várias funções cerimoniais, como detalhado no registro de ofícios de Jorge Codino.
As insígnias distintivas do grande doméstico durante o século XIV são dadas por Jorge Codino como se segue:
- Um turbante vermelho e dourado, com um véu da mesma cor, decorado com quadrados. Alternativamente, um chapéu cupular escarânico podia ser usado, também em vermelho e ouro, com um retrato do imperador, coroado de pé e flanqueado pelos anjos, dentro de um círculo de pérolas, na frente. O escarânico em si foi também limitado com pérolas.
- Uma rica túnica de seda, o cabádio , decorado com listra de tranças de ouro.
- Um cajado de ofício (dicanício) com botões esculpidos, com o primeiro de ouro puro, o segundo de ouro limitado com trança de prata, o terceiro como o primeiro, o quarto como o segundo, etc.

## Lista de titulares conhecidos

### Império Bizantino
Nota: Os indivíduos que provavelmente portaram o título de doméstico das escolas e foram denominados como "grandes domésticos" apenas como um título honorífico, estão listados em cinza.
| Nome                            | Mandato                     | Nomeado por                                   | Notas | Refs.                |
| ------------------------------- | --------------------------- | --------------------------------------------- | --- | -------------------- |
| Galeno                          | século IX                   | Desconhecido                                  | Conhecido apenas através de seu selo, que menciona seus títulos como primicério, protovestiário e grande doméstico imperial | [ 13 ]               |
| João Comneno                    | 1057 – desconhecido         | Isaac I Comneno                               | Irmãos mais novo de Isaac I, ele foi elevado a curopalata e grande doméstico por seu irmão. O uso de grande doméstico é aparentemente um uso anacrônico das fontes posteriores, e seu título real foi provavelmente doméstico das escolas do Ocidente. Contudo, um selo de um "João, nobilíssimo, protovestiário e grande doméstico das escolas do Oriente" pode ser atribuído a ele. | [ 14 ]               |
| Andrônico Ducas                 | ca. 1072                    | Miguel VII Ducas                              | Filho do césar João Ducas e primo de Miguel VII, foi nomeado doméstico das escolas ("grande doméstico" em um documento de 1073) para confrontar a tentativa de Romano IV Diógenes de reclamar o trono. | [ 15 ]               |
| Aleixo Comneno                  | 1078–1081                   | Nicéforo III Botaniates                       | Sobrinho de Isaac I, foi nomeado para o domesticado do Ocidente para combater a revolta de Nicéforo Briênio, o Velho e Nicéforo Basilácio. Em 1081, depôs Nicéforo III e tornou-se imperador, governando até sua morte em 1081. | [ 16 ]               |
| Gregório Pacuriano              | 1081–1086                   | Aleixo I Comneno                              | Foi nomeado "grande doméstico do Ocidente" após a ascensão ao trono de Aleixo Comneno, e foi morto em batalha em 1086. R. Guilland qualifica-o como a primeira pessoa a ser oficialmente chamada "grande doméstico" como um título distinto. | [ 17 ]               |
| Adriano Comneno                 | 1086 – após 1095            | Aleixo I Comneno                              | A irmão mais novo de Aleixo I, sucedeu Pacuriano como "grande doméstico do Ocidente" em 1086. | [ 18 ]               |
| João Axuco                      | 1118–1050/1                 | João II Comneno                               | Um turco feito cativo ainda garoto no cerco de Niceia e dado como companheiro de infância para João II. Amigo leal e um soldado e administrador capaz, tornou-se grande doméstico na ascensão de João II e manteve o mosto no reinado de Manuel I Comneno, até sua morte. | [ 19 ]               |
| João Comneno Vatatzes           | 1177/80 – 1183              | Manuel I Comneno                              | Um sobrinho de Manuel I, serviu contra os turcos seljúcidas e sob Aleixo II Comneno como governador do Tema Tracesiano. Tentou opor-se a ascensão de Andrônico I Comneno ao trono, e rebelou-se contra ele, mas adoeceu e morreu. | [ 20 ]               |
| Basílio Vatatzes                | ca. 1189 – 1193             | Isaac II Ângelo                               | Casado com uma sobrinha de Isaac II, serviu como doméstico do Oriente e depois como "grande" doméstico do Ocidente. De acordo com G. Guilland, ele provavelmente não foi um grande doméstico no estrito senso do título. | [ 20 ]               |
| Aleixo Gido                     | ca. 1185 – 1194             | Isaac II Ângelo                               | Ele serviu como "grande" doméstico do Oriente e depois como doméstico do Ocidente junto de Basílio Vatatzes. A ambiguidade de seu título e se ele foi um verdadeiro "grande doméstico" é a mesma de Vatatzes. | [ 21 ]               |
| Andrônico Paleólogo             | Por 1228 – 1248/52          | Teodoro I Láscaris ou João III Ducas Vatatzes | Ele foi nomeado grande doméstico do Império de Niceia por Teodoro I ou por seu sucessor, João III. Substituiu como verdadeiro comandante-em-chefe, mas não como grande doméstico, por Teodoro File, ele serviu como governador de Tessalônica de sua conquista em 1246 até sua morte em algum momento entre 1248 e 1252. Foi o pai do imperador Miguel VIII Paleólogo | [ 22 ] [ 23 ]        |
| Nicéforo Tarcaniota             | Por 1252 – 1254             | João III Ducas Vatatzes                       | Genro de Andrônico Paleólogo, na morte do último ele era mestre da mesa (epi tes trapezes) e foi logo promovido para grande doméstico. Morreu em 1254. | [ 22 ] [ 24 ]        |
| Jorge Muzalon                   | 1254–1256                   | Teodoro II Láscaris                           | Protegido e amigo mais próximo de Teodoro II, foi nomeado grande doméstico em 1254. Contudo, foi o próprio imperador que liderou o exército em campanha, enquanto Muzalon permaneceu como regente. Foi também promovido a protosebasto, protovestiário e grande estratopedarca em 1256. | [ 25 ] [ 26 ]        |
| Andrônico Muzalon               | 1256–1258                   | Teodoro II Láscaris                           | Irmão de Jorge Muzalon, sucedeu-o quando ele foi promovido ainda mais na hierarquia em 1256. Foi morto junto com seus outros irmãos no complô da nobreza em 1258, após a morte de Teodoro II. | [ 27 ] [ 28 ]        |
| João Paleólogo                  | 1258–1259                   | João IV Láscaris (nominal)                    | Irmão de Miguel VIII, foi elevado ao grande domesticado quando o último tornou-se regente do menor João IV Láscaris, mas foi rapidamente promovido para sebastocrator e depois déspota. Ele continuou a ser ativo como general até quase o fim de sua vida, e conseguiu várias vitórias para seu irmão. | [ 27 ] [ 29 ] [ 30 ] |
| Aleixo Estrategópulo            | 1259                        | Miguel VIII Paleólogo                         | Como um general velho, foi desonrado após uma derrota em 1255 e punido pelo imperador. Ele tornou-se um partidário de Miguel Paleólogo, que nomeou-o grande doméstico logo após ser coroado imperador em 1259. Por seus sucessor contra o Despotado do Epiro, foi nomeado césar logo depois. Sua carreira foi variada por falhas e períodos de aprisionamento, mas em 25 de julho de 1261 liderou a recaptura de Constantinopla do Império Latino e a restauração do Império Bizantino sob os Paleólogos.                                                                   | [ 31 ] [ 32 ] [ 33 ] |
| Aleixo File                     | 1259–1263/4                 | Miguel VIII Paleólogo                         | File casou com uma sobrinha de Miguel VIII. Foi enviado para o Peloponeso, as foi derrotado e capturado pelo Principado de Acaia, morrendo em cativeiro. | [ 34 ] [ 35 ]        |
| Guilherme II de Vilearduin      | 1262                        | Miguel VIII Paleólogo                         | Guilherme foi o príncipe de Acaia, no Peloponeso, e tinha sido feito cativo em 1259 na batalha de Pelagônia. Em 1252, foi libertado após ele entregar algumas fortalezas aos bizantinos, e recebeu o título (possivelmente honorífico) de grande doméstico. Após seu retorno para o Peloponeso, contudo, ele repudiou o acordo e recomeçou a guerra contra o Império Bizantino. | [ 34 ] [ 36 ]        |
| Miguel Tarcaniota               | 1272–1284                   | Miguel VIII Paleólogo                         | Um filho da irmã mais velha de Miguel VIII, Marta-Maria. Ele fez campanhas contra os turcos na Ásia Menor em 1278, e conseguiu contra os angevinos no cerco de Berat em 1281. Foi morto no cerco de Demétrias em 1284. | [ 34 ] [ 37 ] [ 38 ] |
| Teodoro Comneno Ângelo          | ca. 1286                    | Andrônico II Paleólogo                        | A gambro (aparentado por casamento com a família imperial) de Andrônico II, é mencionado em um documento da Teótoco do Mosteiro de Lembos em 1286. | [ 39 ] [ 40 ]        |
| Sirgianes                       | before 1290                 | Andrônico II Paleólogo                        | Um Cumano, ele entrou no serviço bizantino sob João III Vatatzes e batizou-se, casando com uma sobrinha de Miguel VIII. Ele foi o pai de Sirgianes Paleólogo. | [ 39 ]               |
| João Ângelo Senaquerim          | ca. 1296                    | Andrônico II Paleólogo                        | Mencionado no contexto das preparações para repelir o ataque veneziano de julho de 1296. | [ 39 ] [ 41 ]        |
| Aleixo Raul                     | Desconhecido – 1303         | Andrônico II Paleólogo                        | Ativo como um comandante da fronta contra Demétrias em 1284, ascendeu a grande doméstico por 1303, quando foi enviado para negociar com os amotinados mercenários alanos, mas foi morto por eles. | [ 39 ] [ 42 ]        |
| João Cantacuzeno                | ca. 1325 – 1341/47          | Andrônico III Paleólogo                       | O amigo mais próximo e colaborador de Andrônico III, foi provavelmente elevado para a posição durante a guerra civil contra Andrônico II. Para mostrar seu favor especial a seu amigo, Andrônico III elevou o grande doméstico a uma posição ainda maior entre as dignidades cortesãs, imediatamente depois de césar. Cantacuzeno permaneceu grande doméstico até 1341, quando foi proclamado imperador, embora tecnicamente ele manteve o posto até ser coroado em 1347, no rescaldo de sua vitória na guerra civil contra os regentes do menor de idade João V Paleólogo. | [ 39 ] [ 43 ] [ 44 ] |
| Creles Estêvão                  | 1341–1342                   | João VI Cantacuzeno                           | Um magnata e líder militar sérvio, ele entretinha estreitas relações com Bizâncio e apoiou João Cantacuzeno nos primeiros anos da guerra civil, recebendo os títulos de grande doméstico e depois césar. | [ 45 ] [ 46 ]        |
| Tarcaniota                      | Desconhecido – 1354 ou 1355 | João VI Cantacuzeno                           | De todo modo desconhecido, foi assassinado em 2 de novembro de 1355 (ou 1354) em Constantinopla. | [ 47 ]               |
| Aleixo Metoquita                | ca. 1355–1369               | João VI Cantacuzeno e João V Paleólogo        | Ele foi provavelmente o filho do grande logóteta Teodoro Metoquita. É mencionado como grande doméstico em 1356 e novamente nos anos 1360, aparentemente mantendo o título junto com várias outras pessoas durante o período, o que levou a sugestão de que o ofício era honorífico, como com Guilherme de Vilearduin, ou que a divisão entre domésticos do Oriente e do Ocidente foi reavivada por um momento. | [ 48 ] [ 49 ]        |
| Aleixo Atuemes                  | ca. 1357                    | João V Paleólogo                              | Um tio do imperador, ele é atestado como uma testemunha na renovação do tratado de paz com a República de Veneza. | [ 45 ] [ 50 ]        |
| Demétrio Paleólogo              | ca. 1357–1375               | João V                                        | Um parente do imperador João V, sua posição exata dentro da família Paleólogo é incerta. É atestado como uma testemunha da renovação do tratado de paz com Veneza, e continuou a ser atestado como um grande domésticos nos atos tão tarde quanto 1375. | [ 51 ] [ 52 ]        |
| Andrônico Paleólogo Cantacuzeno | ca. 1437–1453               | João VIII Paleólogo                           | Mencionado pela primeira vez como sendo enviado em uma missão diplomática para a Sérvia em 1437, Andrônico Paleólogo Cantacuzeno foi o irmão da despotisa da Sérvia, Irene Cantacuzena, e manteve o posto até a Queda de Constantinopla em 1453. Ele sobreviveu ao saque da cidade, mas foi executado pelo sultão otomano Maomé II, o Conquistador poucos dias depois junto com Lucas Notaras e outros notáveis. | [ 7 ] [ 53 ] [ 54 ]  |

### Império de Trebizonda
| Nome               | Mandato                | Nomeado por          | Notas | Refs   |
| ------------------ | ---------------------- | -------------------- | --- | ------ |
| Tzampas            | Desconhecido – 1332    | Desconhecido         | Nada se sabe sobre ele, exceto que foi executado em setembro de 1332 por Basílio de Trebizonda junto com seu pai, o mega-duque Leces Tzatzintzaios. | [ 55 ] |
| Leão Cabazita      | 1344 – janeiro de 1351 | Miguel de Trebizonda | Protovestiário e grande doméstico do Império de Trebizonda. Preso após uma rebelião fracassada contra o imperador Aleixo III.                       | [ 56 ] |
| Gregório Meizomata | 1345–1355              | Miguel de Trebizonda | | [ 57 ] |

### Império Sérvio
| Nome              | Mandato       | Nomeado por       | Notas | Refs   |
| ----------------- | ------------- | ----------------- | --- | ------ |
| João Olivério     | Antes 1349    | Estêvão Uresis IV | Um poderoso magnata sérvio, ele manteve uma série de títulos bizantinos derivados na corte de Estêvão Uresis IV, posteriormente ascendendo ao posto de déspota. | [ 58 ] |
| Aleixo Ducas Raul | ca. 1355–1366 | Estêvão Uresis IV | Um magnata local de Nea Zichni, foi o grande doméstico do Império Sérvio.                                                                                       | [ 59 ] |